# Donald Braswell
Donald Braswell II (22 de febrero de 1963) es un actor, tenor y compositor estadounidense.  Braswell estaba por hacerse cantante aclamado de ópera cuando sufrió un accidente automovilístico en el 1995 que le hizo incapaz de hablar durante casi dos años. Después de eso, había vivido una vida tranquila fuera del centro de atención hasta su aparición en la tercera temporada del programa America's Got Talent, donde fue finalista, el cual le dio otra oportunidad en una carrera en el entretenimiento. Desde entonces, ha entretenido a audiencias tanto a nivel internacional así como de costa a costa en los Estados Unidos en los conciertos, apariciones en televisión, hablando de inspiración y de radio. Se cuenta con un club internacional de fanes con representantes de más de 25 países.
Braswell ha vuelto a entrar el mundo de la música sinfónica participando en conciertos con orquestas sinfónicas, por ejemplo, el junio de 2009 participó con la Sinfonía de las Colinas (Symphony of the Hills) en Kerrville, Texas.  Interpreta una variedad de géneros musicales que van desde la música clásica pura hasta la música pop. Además, interpreta en varias lenguas, incluyendo el español, el italiano, el napolitano, el francés y el ruso.  En sus conciertos suele haber canciones en varios idiomas, y canciones que son en sí bilingües. Algunas de estas incluyen: “Nights in White Satin” de Mario Frangoulis (“Notte di luce” en italiano) y “The Prayer” (en inglés e italiano) de Andrea Bocelli.  Otras canciones que suele interpreta son “Rosa” de Agustín Lara, “Vincerò, perderò” de Mario Frangoulis (italiano) y el estándar napolitana “O sole mio”.  Braswell es también compositor.  Algunas de sus muchas composiciones se puede escuchar en su álbum We Fall and We Rise Again (Nos caemos y nos volvemos a levantar).
En noviembre de 2015 fue publicado el libro biográfico de Donald Braswell, Revival,  escrito por el autor estadounidense Mark Koopmans.

## Juventud e inicios

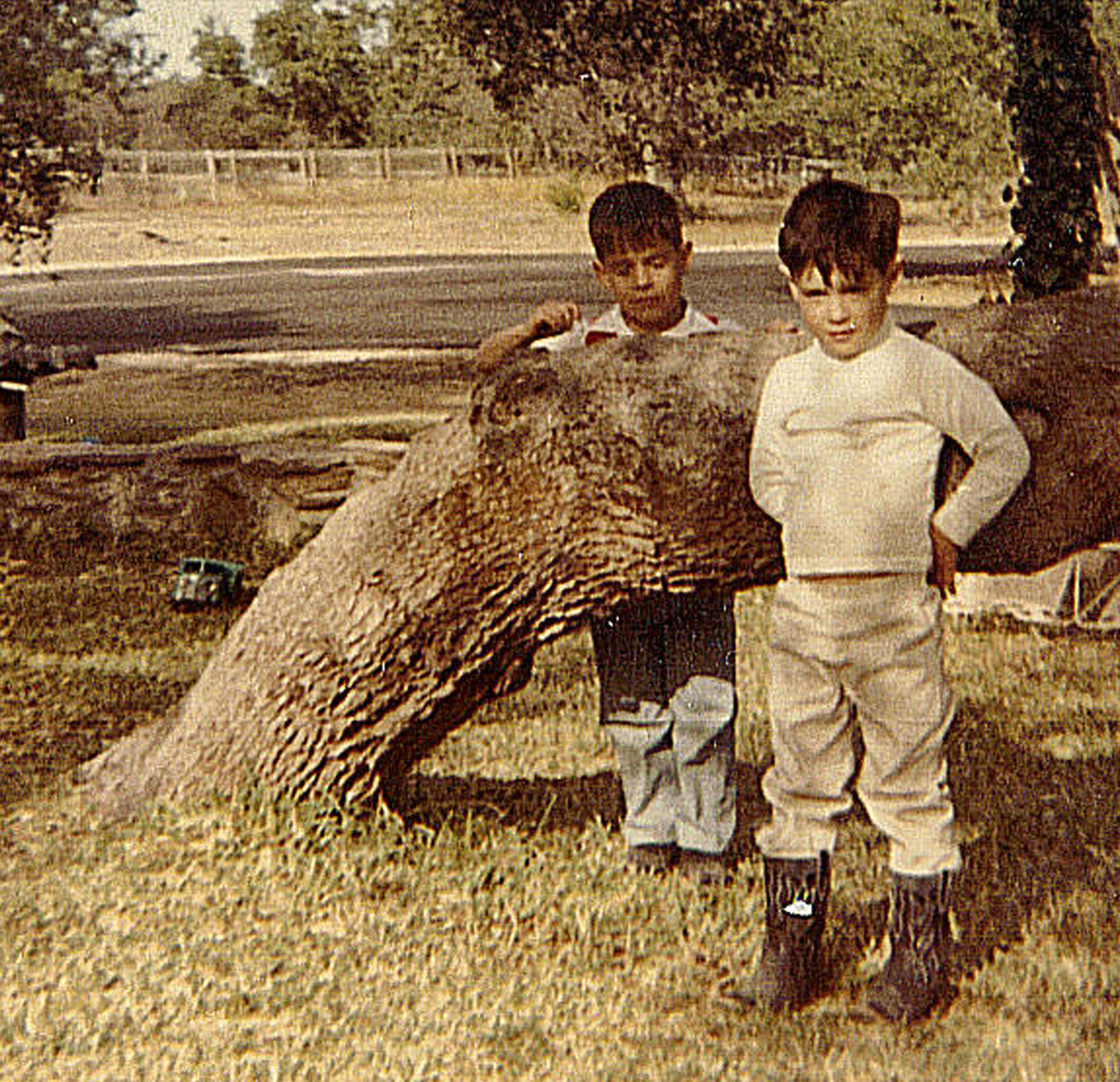
Donald Braswell a los 7 años con su hermano

Donald Braswell, un nativo de Texas, es el más joven de cuatro hijos de Donald y Jane Braswell (de soltera Jane House). Sus padres eran artistas de Broadway, y ha mostrado un interés hacia el teatro y la música desde la niñez y ambicionaba hacerse actor. Como niño, solía actuar con su familia, y describió las artes escénicas como algo que le sentía natural. Mientras asistía la preparatoria, participaba en varias funciones locales sin avisar a nadie, que no quería que nadie supiera que le gustaban las artes.
Después de graduarse de la preparatoria, Braswell fue persuadido por su esposa que solicitara a la Academia de Juilliard en Nueva York. No sólo fue aceptada, sino también recibió varias becas, incluso la prestigiosa beca de Enrico Caruso. Allí empezó a entrenar para ser cantante profesional de ópera. Poco después, ganó una beca de la Fundación Licia Albanese-Puccini, la cual le dio la oportunidad para estudiar con el famoso tenor italiano Franco Corelli.

## Carrera

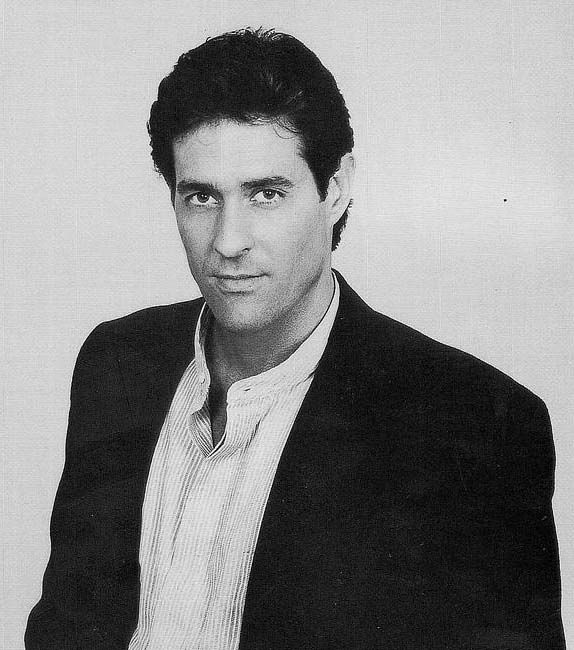
Braswell en los años 90, durante su carrera como cantante de ópera.

Durante su carrera como cantante profesional de ópera, desempeñó varios papeles canónicos en el repertorio del tenor. Fue considerado como un artista de gran éxito, y ganó elogios del Anuario dell'opera lirica en Italia, una revista anual de la ópera italiana, por su actuación en Gianni Schicchi de Puccini. A continuación se muestra una lista de algunas de los papeles que ha desempeñado.
| Papel                 | Ópera                | Compositor        | Compañía                                                                                                |
| --------------------- | -------------------- | ----------------- | --- |
| Rinuccio              | Gianni Schicchi      | Giacomo Puccini   | Spoleto Festival                                                                                        |
| Luigi                 | Il tabarro           | Giacomo Puccini   | Spoleto Festival                                                                                        |
| El Teniente Pinkerton | Madama Butterfly     | Giacomo Puccini   | Welsh National Opera, Opera North Scotland, Boise Opera, Rockland Opera, Lyric Opera of New York        |
| Turiddu               | Cavalleria Rusticana | Pietro Mascagni   | Opera Company of Philadelphia, Lyric Opera of New York                                                  |
| Mario Cavaradossi     | Tosca                | Giacomo Puccini   | Opera Theatre of Saint Louis, Piedmont Opera, Opera Company of North Carolina, Chautauqua Opera Company |
| Roméo                 | Roméo et Juliette    | Charles Gounod    | Opera Company of Philadelphia                                                                           |
| Rodolfo               | La Bohème            | Giacomo Puccini   | Virginia Opera, Lyric Opera of New York                                                                 |
| El Duque de Mantua    | Rigoletto            | Giuseppe Verdi    | Austin Lyric Opera, Boise Opera, Lyric Opera of New York                                                |
| Edgardo               | Lucia di Lammermoor  | Gaetano Donizetti | Lyric Opera of New York                                                                                 |

## El accidente automovilístico

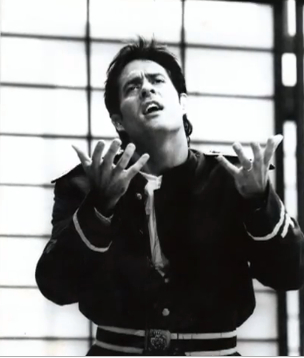
Braswell en el papel del Teniente Pinkerton en Madama Butterfly.

En 1995, mientras viajaba con la Ópera Nacional de Gales, Braswell se vio envuelto en un accidente automovilístico y sufrió daños a los tejidos blandos de la garganta.  Se le dijo que era posible que no pudiera volver a hablar de modo normal. Sin embargo, trabajó con diligencia hasta que no sólo pudo hablar de modo normal sino también volver a cantar.
Mientras tanto, la iglesia de Braswell le animó a cantar allí, y más tarde empezó a participar en funciones locales.  Durante esa época, también se formó parte del conjunto «Los Tre Tenores de San Antonio». Los tres suelen participar en actuaciones locales.
También ganó un papel en una producción local de Camelot.  Allí, un fan le convenció de que produjera un CD, lo que hizo, titulado New Chapter. Braswell también ha sido en las películas The Life of David Gale, Resurrection, As the World Turns, One Life to Live y Miss Congeniality. En Miss Congeniality, desempeñó el dermatólogo de Gracie Hart, sin embargo, la escena fue cortada de la producción final.

## America's Got Talent
Durante el otoño de 2007, Braswell participó en el concurso de talentos America's Got Talent.  Para su primera audición, interpretó "You Raise Me Up" de Josh Groban.  Al comienzo, los espectadores gritaban para que los jueces lo eliminaran de la competencia, pero al segundo estribillo de la canción, la reacción cambió de repente. Para el fin de la canción, casi todos los espectadores querían que Braswell siguiera a la próxima ronda que tendría lugar en Las Vegas.
En Las Vegas, fue eliminado por los jueces. Sin embargo, cuando uno de los actos de los 40 principales sufrió una herida, los jueces escogieron ocho de los actos eliminados para que el público votara por su acto favorito. El público eligió a Braswell, dándole la oportunidad para regresar a la competencia.
Después de regresar a la competencia, Braswell tenía éxito cada semana y llegó a ser un finalista en los 5 principales.  Durante la competición, interpretó "Music of the Night" ("Música de la noche") del musical El fantasma de la ópera de Andrew Lloyd Webber, lo cual le llamó la atención al compositor.  Lloyd Webber luego grabó un mensaje, felicitándole por su interpretación de la canción, agregando que le encantaría trabajar con Braswell algún día.  El 1 de octubre, Braswell ganó el cuarto lugar.

## Carrera actual

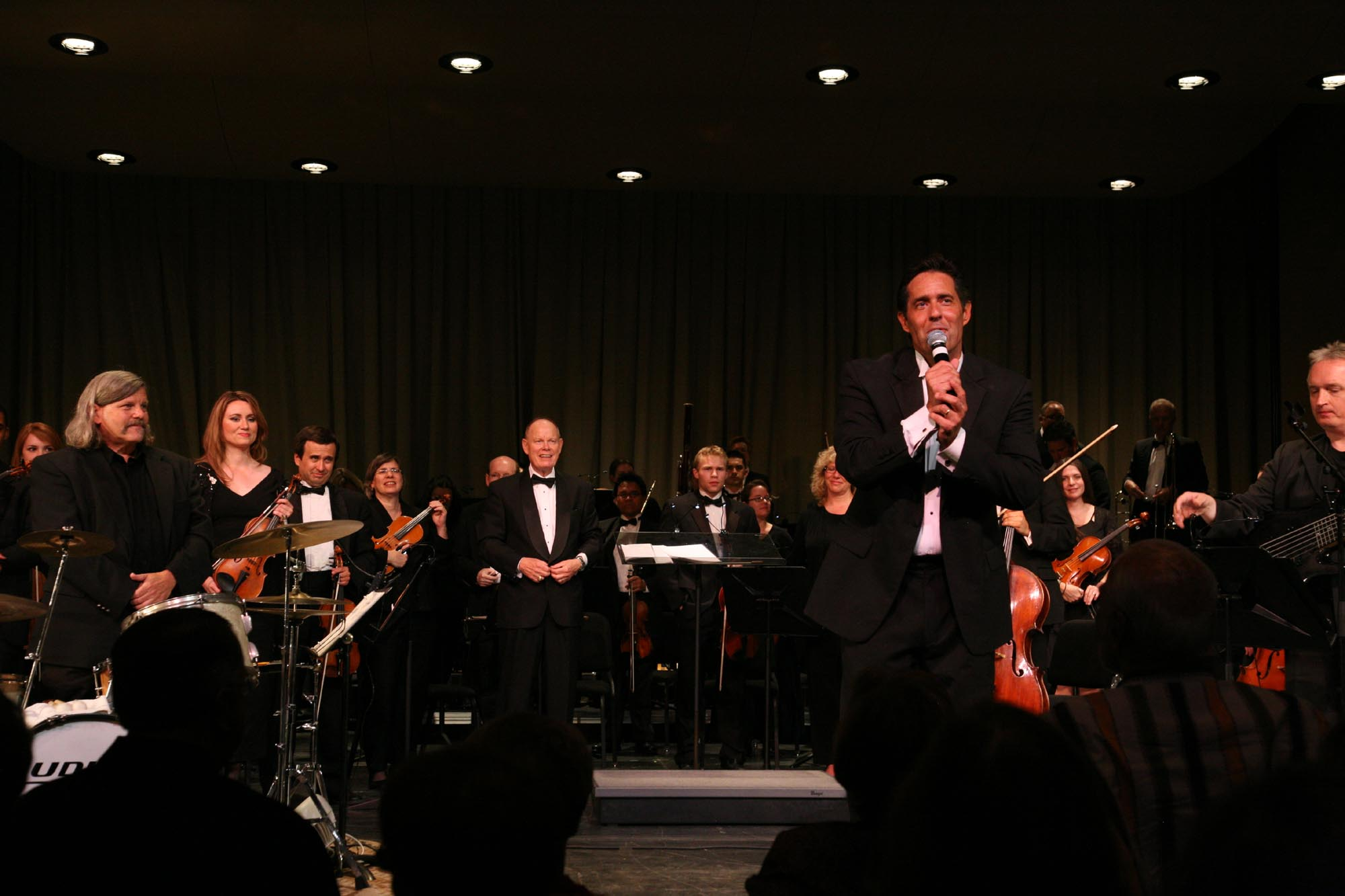
Braswell con la Sinfonía de las Colinas.

- El 2 de noviembre de 2008, dio una actuación en su ciudad natal de San Antonio, dedicando su primer concierto a las pewith the Symphony of the Hillsrsonas que lo apoyaron a través de su viaje. La actuación ofreció una variedad de géneros musicales, tanto clásico como teatral.
- El 2 de diciembre, Braswell y los Tres Tenores de San Antonio fueron invitados por la «Music Appreciation Society» de Ajijic, México para una presentación llamada “Primo Tenore”. Los tres regresaron a Ajijic para otro concierto el 17 de noviembre de 2009.
- El 9 de diciembre, dio una entrevista y un concierto de Navidad para el canal «Trinity Broadcast Network».  Interpretaó villancicos tradicionales y habló sobre su accidente.  El espectáculo fue transmitido por todo el mundo.[9]
- En febrero de 2009, Braswell realizó un concierto agotado en el hotel Hilton de Las Vegas.
- El éxito en Las Vegas fue seguido un mes más tarde por una transmisión de PBS en vivo en Detroit.
- El 21 de marzo, actuó en Asheville, Carolina del Norte.  En este concierto interpretó una amplia variedad de géneros, que van desde la clásica hasta las impresiones de Elvis Presley.[10][11]
- El 17 de mayo, fue invitado por la «San Antonio Choral Society» como solista en Vesperae solennes de Confesore de Mozart.[10]
- El 29 de mayo, Braswell y otros finalistas de America's Got Talent dieron una actuación en el programa “Summerfest” en Brea, California.
- El 27 de junio, inició una nueva temporada para la Sinfonía de las Colinas (Symphony of the Hills), una orquesta de la Universidad de Schreiner que tiene miembros de todas las partes del centro de Texas.  Los fondos recaudados de este concierto contribuirían a becas para estudiantes de Schreiner.[10][12]
- El 27 de septiembre, fue invitado a actuar en «Feinstein’s at Lowes Regency» en Nueva York. This performance was sponsored by the Actor's Fund, a nationwide organization which helps professionals in performing arts and entertainment. Este desempeño fue patrocinado por el «Actor’s Fund», una organización nacional que ayuda a los profesionales en las artes escénicas y el entretenimiento.[13][14]
- El 18 de octubre, dio un concierto en su iglesia en San Antonio. Fue su iglesia la cual le dio oportunidades para cantar cuando estaba recuperando el uso de la voz.
- Una semana después, el 23 de octubre, Braswell y el tenor Billy Chapman dieron un concierto de música clásica en San Antonio en un homenaje a Luciano Pavarotti.
- El 1 de noviembre, dio una entrevista en un programa de radio llamado «Achieving the Extraoridinary» con Ron Graves en KTSA 550, una emisora nacional con sede en San Antonio.
- El 28 de noviembre, voló desde San Antonio a Haddonfield, Nueva Jersey con fin de participar en un concierto para una niña de seis años con parálisis cerebral. El concierto recaudó una cantidad significativa de dinero para la familia de la niña.[15]
- El 28 de febrero de 2010, Braswell participará en el evento anual de CASA (Court Appointed Special Advocates), para recaudar fondos para el reclutamiento de voluntarios de CASA.[16][17]

## Álbumes
New Chapter (Nuevo capítulo) (2007)
We Fall and We Rise Again (Nos caemos y nos volvemos a levantar) (2010)
Unchained (Desencadenado) (2011)
The Traveler’s Tale (El cuento del viajero) (2014)